# Evseï Liberman
Pour les articles homonymes, voir Liberman.
Evseï Grigorievitch Liberman (en russe : Евсей Григорьевич Либерман, en ukrainien : Овсій Григорович Ліберман) était un économiste soviétique, né le 2 octobre 1897 à Slavouta (aujourd'hui en Ukraine) et décédé le 11 novembre 1981 à Kharkov.
Né dans une famille juive d'une petite ville d'Ukraine, Liberman étudia le droit à l'Université de Kiev (1915/20) puis fut professeur à l'Institut du travail et de la technologie et à l'Université de Kharkov.

## Le projet de réforme de l'économie soviétique
Il proposa la mise en œuvre de nouvelles méthodes de planification fondées sur les principes d'un nouveau centralisme démocratique. 
Celles-ci consistaient à accorder une autonomie de gestion aux entreprises : liberté encadrée des prix, production en fonction des commandes reçues et non en fonction des directives du Plan, liberté de commander à des fournisseurs librement choisis dans des conditions de prix, de quantité et de qualité librement négociées, liberté des embauches en fonction des besoins et de la fixation des salaires. 
Devant les critiques des caciques du Parti, Liberman nia toujours que ses idées pussent être considérées comme un retour au capitalisme, soulignant que la plus grande autonomie accordée aux entreprises s'inscrivait dans une planification centralisée et que les entreprises restaient la propriété de l'État et non des individus.
Les propositions de réformes économiques de Liberman furent publiées de 1956 à 1959 dans Bolchevik, la principale revue théorique et politique du Comité central du Parti communiste soviétique, et suscitèrent immédiatement un grand intérêt. 
La Pravda publia le 9 septembre 1962 « Le Plan, le profit, la prime », qui devint la base des réformes économiques soviétiques de 1965.
Ses travaux les plus remarquables furent :
- « Structure de l'équilibre d'une entreprise industrielle » (1948)
- « Moyens pour élever la rentabilité des entreprises socialistes » (1956)
- « Analyse de l'utilisation des ressources » (1963)
- « Plan et avantages pour l'économie soviétique » (1965)
- « La planification du socialisme » (1967).

## L'abandon de la réforme
L'influence de Liberman fut d'abord considérable : Alexis Kossyguine devint président du Conseil en 1964 pour la mise en application du projet, qui aurait pu mettre fin à la sous-production et aux pénuries endémiques de l'économie de l'Union soviétique durant les années 1960, que même les statistiques truquées ne parvenaient plus à dissimuler.
Mais la mise en application de ce projet nécessitait que l'appareil d'État, la police politique et le parti unique fassent confiance aux gestionnaires, ingénieurs et autres techniciens, ainsi qu'à la classe ouvrière, en relâchant en partie leur contrôle et en admettant que les décideurs économiques et techniques soient nommés selon leurs compétences, et non selon leur fidélité / servilité politique. 
Or les dirigeants craignaient que cela fasse émerger une technostructure capable de contester leurs décisions, pouvoirs et privilèges.
Nommé Secrétaire Général du PCUS en 1964, Léonid Brejnev enterra donc la réforme, maintenant la stagnation de l'économie,.
Les propositions de réforme de Liberman furent également étudiées pour être mises en œuvre en Allemagne de l'Est ainsi qu'en Tchécoslovaquie au moment du Printemps de Prague, en 1968, puis à la fin des années 1970, mais là aussi elles furent arrêtées à cause de l'obstacle politique. 
L’alter ego tchèque de Liberman était Ota Šik, qui dut s'exiler après l'invasion du 21 août 1968. Le seul pays du bloc de l'Est qui l'adopta en partie fut la Hongrie, dans les années 1970/80, avec un succès limité, mais néanmoins envié par les pays voisins.
En tout état de cause, la mise en œuvre de la réforme aurait été contradictoire avec le système de planification centralisée instauré par Staline en 1930 à la fin de la NEP, qui assignait à chaque entreprise des objectifs de production précis (mais rarement réalistes) dans un organigramme tout aussi précis (mais néanmoins inefficace en raison de sa lenteur et de sa complexité).
Les adversaires de la réforme affirmèrent que pour financer les propositions de réforme de Liberman, il aurait fallu mettre en place un système de marché de capitaux, publics ou privés, permettant aux entreprises d'Etat de faire appel à des capitaux privés sous forme de traites venues des titulaires de comptes des caisses d'épargne publiques. 
Même si ces épargnants n'auraient pas disposé d'un pouvoir de décision dans la gestion des entreprises, la simple existence de ces capitaux privés aurait affaibli le contrôle des autorités sur l'économie et le système de planification centralisé, en donnant davantage d'autonomie aux entreprises, à leurs investisseurs et à leurs dirigeants dont le mode de désignation aurait été remis en question (cooptation ou élection par le personnel à la place de la nomination par l'état).

## Suites
Après l'abandon de la réforme, constatant les retards de plus en plus graves de l'économie de l'URSS et de ses satellites vis-à-vis de l'économie de marché, le président du KGB, Iouri Andropov diligenta une enquête secrète, à la fin des années 1970, pour évaluer le PNB soviétique non en volume (nombre d'unités produites, selon les critères communistes) mais en valeur ajoutée (disponibilité et qualité du produit, nombre d'heures de travail d'un salaire moyen nécessaires pour l'acquérir). 
Le résultat défavorable de cette enquête servit d'argumentaire à Mikhaïl Gorbatchev pour lancer en 1986 la perestroïka et la glasnost.

## Sources
- (en) Cet article est partiellement ou en totalité issu de l’article de Wikipédia en anglais intitulé « Evsei Liberman » (voir la liste des auteurs).

1. ↑  János Kornai, The Socialist System, The Political Economy of Communism, 1988
2. ↑  Encyclopédie Universalis : « Stagnation brejnévienne » -
3. ↑  Nicolas Werth, « Zastoï, la grande stagnation » in : L'Histoire n° 369, novembre 2011 -
4. ↑  Miklós Molnár, Histoire de la Hongrie, Hatier, 1996.
5. ↑  János Kornai, Overcentralization, 1953
6. ↑  Nicolas Werth, Histoire de l'Union soviétique, PUF, Paris 1990  (ISBN 978-2-13-056120-0).
7. ↑  Jaurès Medvedev, Andropov au pouvoir, Champs Flammarion, 1983
8. ↑  Vladimir Fedorovski, Poutine, l'itinéraire secret, Le Livre de Poche, juin 2017, 261 p.